# 函館孫作

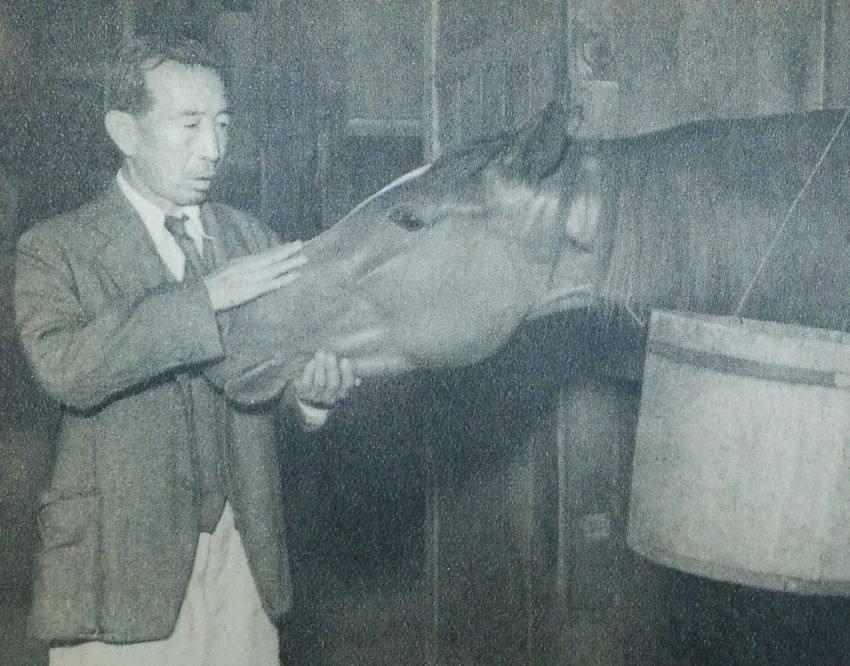
1947年

函館 孫作（はこだて まごさく、旧姓：千歳〈ちとせ〉、1889年10月28日 - 1959年4月12日。）は日本の競馬の騎手・調教師。北海道茅部郡森村（現在の茅部郡森町）出身。主戦を勤めていたワカタカに騎乗して、第1回東京優駿大競走（現・東京優駿〈日本ダービー〉）に優勝したことが知られている。

## 来歴
実家は宿屋を営んでおり、使役馬が2 - 3頭いた。孫作の父が「日本馬術の英雄」や「北海道の三士」のひとりとして知られた函館大経の弟子だった関係で16歳のとき、大経に弟子入りし翌年騎手デビューする。
21歳のころ大次の妻の姪（兄の娘）と結婚し、函館家へ養子として入った。代々函館家は養子で成り立っていた家系で大経の跡を継いで養子となったのは実弟の大次で、その跡を継いだのは大次の甥（次兄・藤八の息子）の大政であった。それから孫作は東京に出て高橋孔照厩舎、次に絹川安松厩舎の所属となった（両厩舎とも目黒競馬場所属）。
騎手としては大レースを多く勝っていたが、それでも当時の騎手の常として繋駕速歩競走や障害競走にも日常的に騎乗していた。
騎手デビューから数年後には地元・目黒で厩舎も開業している。当時は調騎分離が行われる前で騎手と調教師を兼業することが認められていたため、調教に乗りながら騎手としてレースにも出ていた。
ワカタカで第1回東京優駿大競走（現在の東京優駿、日本ダービー）優勝。函館の弟子で、のちにクモノハナ、ハイセイコーの管理で知られる調教師・鈴木勝太郎は、当時を振り返って「ワカタカの調教師だった東原（玉造）先生が騎乗について細かい指示をするのに対し『ごちゃごちゃ言うな。お前とオレとじゃ腕が違う。今日のレースはオレにまかせとけ』と言い放ち、意表を突いた逃げ切り勝ちを収めた。あの人は名人だった」と語っている。
騎手としては一流だったものの、調教師としての実力はあまりなかったという。証拠に孫作の弟子のひとり・高橋英夫が孫作の厩舎に入門したとき（このときはすでに目黒競馬場の閉鎖を機に中山競馬場に移籍していた）馬房には5、6頭しかいなく、いずれも怪我をしていたり故障から上がったばかりの馬ばかりで満足にレースに出せる馬はいなかったという。
ただし戦後の1949年、優駿牝馬（オークス）をキングナイトで勝ち調教師としても大レースの勝利を獲得した（騎乗していたのは弟子の高橋。調教師としての大レース勝利はこれが最初で最後）。
その後1950年に開場した地方競馬の大井競馬場に移籍してそこで厩舎を経営したが、最晩年に船橋競馬場に再度移籍した。
1959年、69歳で死去。死後、公認競馬時代の弟子たちが船橋競馬場に同競馬場における競馬場葬を提案したが、船橋競馬場は孫作が同場で開業してほどなかったことを理由にこれを拒否。反発した弟子たちは中山競馬場を借りて競馬場葬を執り行うことを計画したため、それを見た船橋競馬場側が慌てて自場で競馬場葬を執り行うことを受け入れるという一幕があった。
孫の函館一昭は、孫作の晩年と同じく船橋競馬場にて調教師として活動している。

## 主な勝利レース
- 帝室御賞典

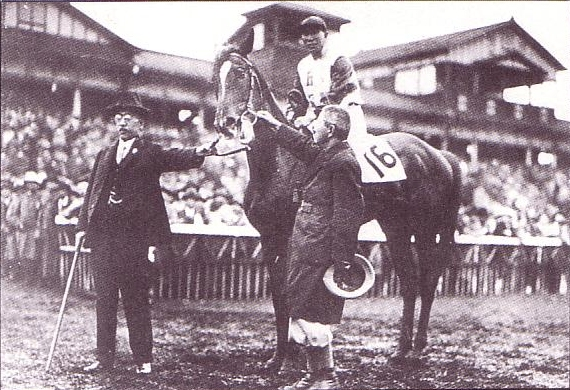
第1回東京優駿大競走優勝時

  - 1920年 ロロー（目黒）、スワコ（横浜）
  - 1922年 ホーンビーム（福島）
  - 1925年 トニー（横浜）、チヤペル（福島）
  - 1929年 アストラスト（札幌）
  - 1932年 キングセカンド（福島）、ワカタカ（目黒）
- 優勝内国産馬連合競走（ワカタカ優勝時は「農林省賞典競走」）
  - 1913年 シンコイワヰ（目黒）
  - 1914年 インタグリオ（目黒）
  - 1920年 ホーンビーム（目黒）
  - 1922年 オーロラ（目黒）
  - 1925年 チヤペル（鳴尾）
  - 1926年 クモカゼ（目黒）
  - 1932年 ワカタカ（目黒）

※1913、1914年は「千歳孫作」名義で騎乗。
- 各内国産古馬競走
  - 1928年 クモカゼ（大禮記念）
  - 1931年 ケンコン
- 東京優駿大競走
  - 1932年 ワカタカ